# Ostermundigen
Ostermundigen és un municipi del cantó de Berna (Suïssa), situat al districte de Berna.